# Тонаж (морски термин)
Тонаж е мярка за габаритите или товароподемността на кораба. Терминът произлиза от налога, събиран на база тон (бъчва) вино (от на френски: tonne, средновек. на латински: tunna – бъчва, буре), впоследствие е разширен до обозначаване на теглото на товара на кораба, а днес обозначава обема на товара или на съда. Използва се понякога неправилно за обозначаване на теглото на натоварен или празен плавателен съд. Термините „тонаж“ и „тон“ имат различни значения, макар често да се бъркат.
Декларираният тонаж може да е по-малък от реалната му стойност, тъй като се използва за определяне на размера на дължимите от търговски кораби мита, налози и данъци.
|  | Тази страница частично или изцяло представлява превод на страницата „Тоннаж“ в Уикипедия на руски. Оригиналният текст, както и този превод, са защитени от Лиценза „Криейтив Комънс – Признание – Споделяне на споделеното“, а за съдържание, създадено преди юни 2009 година – от Лиценза за свободна документация на ГНУ. Прегледайте историята на редакциите на оригиналната страница, както и на преводната страница, за да видите списъка на съавторите. ВАЖНО: Този шаблон се отнася единствено до авторските права върху съдържанието на статията. Добавянето му не отменя изискването да се посочват конкретни източници на твърденията, които да бъдат благонадеждни. |